# Myotis pilosus
Myotis pilosus — вид рукокрилих ссавців з родини лиликових.

## Таксономічна примітка
Таксон зазвичай відомий під назвою ricketti, але було показано, що pilosus є найдавнішою назвою для цього виду.

## Поширення
Країни проживання: Китай, Лаос, В'єтнам, Індія.

## Спосіб життя
Цей вид суворо залежить від води, оскільки його раціон складається з риби. Це найбільш спеціалізований рибоїдний кажан в регіоні. Має низьку толерантність до впливу людини.